# Fils de l'eau
Fils de l'eau (Spirit Walker) est le deuxième tome de la série Chroniques des temps obscurs écrite par Michelle Paver, publié originellement en 2005 au Royaume-Uni puis l'année suivante en France. Il est traduit en français par Bertrand Ferrier.

## Résumé
Torak, jeune orphelin de 13 ans, a trouvé refuge au sein du clan des Corbeaux. Malgré ses efforts d'intégration, il se sent différent, investi d'une mission. Quand une terrible maladie, envoyée par les Mangeurs d'Âmes, s'abat sur la forêt, il décide de partir seul à la recherche de l'antidote. Ses amis Renn et Loup le rejoignent dans l'aventure et l'épaulent. Sa quête le conduit de l'autre côté de la mer, vers les mystérieuses îles du Phoque. Là-bas, Torak va braver un invisible danger et découvrir un terrible secret. Un secret qui changera sa vie à tout jamais.